# 梁洼镇
梁洼镇，是中华人民共和国河南省平顶山市鲁山县下辖的一个乡镇级行政单位。

## 行政区划
梁洼镇下辖以下地区：
东街村、西街村、南街村、北街村、楝树店村、许坊村、泉上村、北郎店村、南郎店村、八里坪村、张相公村、郎坟村、段店村、半坡羊村、连沟村、保障村和鹁鸽吴村。